# Stanislav Cyliak
Stanislav Cyliak (příjmení psal v mladších letech též Ciliják nebo Ciljak; 6. května 1859 Brno – 12. dubna 1939 Brno) byl moravský básník a dramatik, povoláním učitel.

## Život
Stanislav Cyliak byl jedním z pěti dětí tkalcovského mistra Adalberta (Vojtěcha) Cyliaka (* 1822) a Františky Cyliakové, rozené Hlavsové (* 1827). Měl čtyři sourozence: Čeňka (* 1847), Antonína (* 1849), Břetislavu (* 1854) a Terezii (* 1862). Jeho manželka byla Františka Cyliaková, rozená Dvořáková.
Navštěvoval německé i české základní školy, studoval na brněnském Slovanském gymnasiu (nyní Gymnázium, Brno, třída Kapitána Jaroše 14). Odsud přestoupil na český učitelský ústav v Brně (nyní budova Fakulty architektury VUT Brno), kde maturoval v roce 1879.
Do doby, než vykonal příslušné zkoušky, učil na jednotřídních školách v Palupíně a České Olešné. Od roku 1893 se stal odborným učitelem v Dačicích, kde setrval do roku 1909. Byl ředitelem měšťanských škol v Dačicích, Želetavě (nynější Základní škola a Mateřská škola Želetava) a Veverské Bítýšce, odkud odešel v roce 1921 do důchodu do Brna.
Jeho literární dráha začala v Dačicích, přispíval zde svými články a básněmi do místních Dačických listů a psal příležitostné verše pro různé společenské příležitosti. Do doby dačického působení se datuje i počátek jeho korespondence s F. X. Šaldou a spolupráce s časopisem Novina. Cyliak byl především lyrik, což se projevovalo i v jeho próze a dramatických pracích. Vyšel od Svatopluka Čecha, Julia Zeyera, Otokara Březiny a zakořenil se v poezii Josefa Svatopluka Machara.
Verše Stanislava Cyliaka uveřejňovaly v letech 1904–1939 Lidové noviny, v časopise Komár vycházely jeho humoristické a satirické povídky a verše. Publikoval v řadě dalších deníků a časopisů. Jeho literární pozůstalost uchovává Městské muzeum v Dačicích. Jeho osvětová činnost se projevovala pokrokově, publikoval i díla protiklerikální a protinacistická.
Byl členem a spoluzakladatelem Moravského kola spisovatelů (1912–1939). V Brně bydlel na adrese Veveří 38/I, kde také zemřel a byl pochován na Ústředním hřbitově.

## Dílo

### Verše
- Chmury a úsměvy – Praha: Stanislav Minařík 1897
- Upomínky – Dačice: vlastním nákladem, 1898
- Sen vítězný: báseň – pod dojmem 100. narozenin Františka Palackého. Dačice: Antonín Kasalý, 1898
- Písně zemřelých – 1902
- Hubená sklizeň – Přerov: Obzor, 1922
- Dva svatí mezi hříšníky: maloměstská satira – satira zaměřená na agrárního politika Františka Staňka; aby jejímu šíření zabránil, zakoupil Staněk většinu nákladu.[5] Brno: Moravské kolo spisovatelů, 1924 [9]
- Balada o ševci, podivínu – Brno: Moravské noviny, 1927
- Praeludia – Brno: Moravské nakladatelství, 1927
- Svatý Václav: legenda – Brno: Brněnské knižní nakladatelství, 1929
- Dvě království: zbásněná pohádka – Brno: Moravské nakladatelství, 1927 [10]
- Dvě pohádky – Brno: Dědictví Havlíčkovo, 1928

### Próza
- Generál Suvorov: obrazy ze života největšího válečníka ruského v 18. století – Třebíč: Jindřich Lorenz, 1899 [11]
- Buři a chrabré boje jejich za neodvislost: pojednání odnášející se ku válce jihoafrické r. 1899–1900 – Třebíč: J. Lorenz, 1900
- Revoluce v Číně: historický kulturní obraz – 1909
- 10 světýlek na vánoční stromek: pohádky – Brno: Dědictví Havlíčkovo, 1932

### Drama
- Dravec: hra o 1 dějství – hráno v Brně. Praha: František Švejda, 1923
- Pramen slitování: biblické drama o 1 dějství – Praha: F. Švejda, 1923
- Dobrodinci: veselohra o třech jednáních – Praha: F. Švejda, 1923
- Paví oko: komedie o 3 jednáních – Praha: F. Švejda, 1923
- Rozčarování: dětská hra v jednom dějství s předehrou – Brno: Česká zemská péče o mládež na Moravě, 1924
- Regenit – hráno v Praze. 1926
- Sehnuté větve: proverb – Brno: Moravské nakladatelství, 1930 [12]
- Vykoupení: proverb – Brno: Moravské nakladatelství, 1931
- Láska: proverb – Brno: Moravské nakladatelství, 1932
- Regulátor pohlaví: veselohra

### Hudebnina
- Slavnostní sbor: na oslavu Sokolského jubilea: pro mužský sbor bez průvodu – Alois Ručka; na slova St. Cyliaka, Kutná Hora: Česká hudba